# Уайт (округ, Теннесси)
Округ Уайт (англ. White County) располагается в штате Теннесси, США. Официально образован 11 сентября 1806 года. По состоянию на 2010 год, численность населения составляла 25 841 человек.

## География
По данным Бюро переписи США, общая площадь округа равняется 981,611 км2, из которых 976,431 км2 — суша, и 7,770 км2, или 0,740 % — это водоёмы.

## Население
По данным переписи населения 2000 года в округе проживает 23 102 жителя в составе 9229 домашних хозяйств и 6774 семей. Плотность населения составляет 24,00 человек на км2. На территории округа насчитывается 10 191 жилое строение, при плотности застройки около 10,00-ти строений на км2. Расовый состав населения: белые — 96,63 %, афроамериканцы — 1,64 %, коренные американцы (индейцы) — 0,20 %, азиаты — 0,23 %, гавайцы — 0,05 %, представители других рас — 0,46 %, представители двух или более рас — 0,79 %. Испаноязычные составляли 1,03 % населения независимо от расы.
В составе 30,40 % из общего числа домашних хозяйств проживают дети в возрасте до 18 лет, 58,50 % домашних хозяйств представляют собой супружеские пары, проживающие вместе, 10,80 % домашних хозяйств представляют собой одиноких женщин без супруга, 26,60 % домашних хозяйств не имеют отношения к семьям, 23,40 % домашних хозяйств состоят из одного человека, 10,80 % домашних хозяйств состоят из престарелых (65 лет и старше), проживающих в одиночестве. Средний размер домашнего хозяйства составляет 2,47 человека, и средний размер семьи — 2,90 человека.
Возрастной состав округа: 23,50 % — моложе 18 лет, 7,90 % — от 18 до 24, 27,90 % — от 25 до 44, 25,40 % — от 45 до 64, и 25,40 % — от 65 и старше. Средний возраст жителя округа — 39 лет. На каждые 100 женщин приходится 96,20 мужчин. На каждые 100 женщин старше 18 лет приходится 92,40 мужчин.
Средний доход на домохозяйство в округе составлял 29 383 USD, на семью — 34 854 USD. Среднестатистический заработок мужчины был 26 706 USD против 20 346 USD для женщины. Доход на душу населения составлял 14 791 USD. Около 11,20 % семей и 14,30 % общего населения находились ниже черты бедности, в том числе — 16,90 % молодежи (тех, кому ещё не исполнилось 18 лет) и 13,90 % тех, кому было уже больше 65 лет.